# Friedenskirche (Stainz)

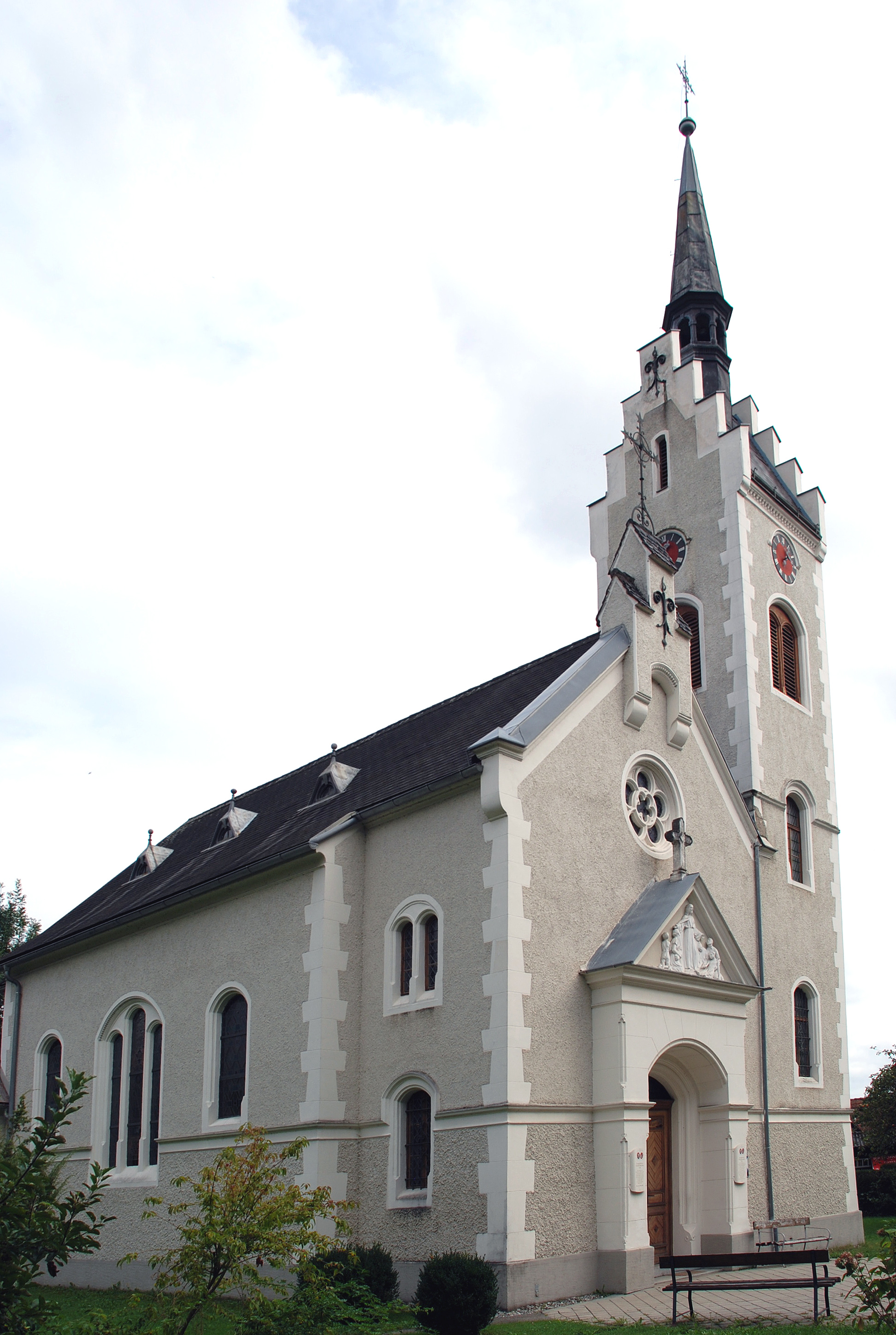
Friedenskirche in Stainz

 Die  Friedenskirche ist die evangelische Gemeindekirche von Stainz im Bezirk Deutschlandsberg in der Steiermark. Sie gehört der Evangelischen Superintendentur A. B. Steiermark an.

## Geschichte
Die Gründung der evangelischen Kirchengemeinde von Stainz ist ein unmittelbares Resultat der Los-von-Rom-Bewegung. Treibende Kraft war der zum Protestantismus konvertierte Anwalt Alois Kogler, in dessen Wohnung 1899 erste evangelische Gottesdienste stattfanden. Schon 1901 konnte eine zunächst von der Heilandskirche Graz betreute Tochtergemeinde gegründet werden, die 1905 zur selbständigen Pfarre für die gesamte Weststeiermark erhoben wurde und heute seelsorgerisch für den gesamten Bezirk Deutschlandsberg zuständig ist. Bezeichnend für das Engagement, mit der die Pfarrgründung betrieben wurde, ist, dass bereits 1901 ein Kirchenneubau durchgeführt wurde. Mit der Planung wurde der renommierte Grazer Architekt Georg Hönel beauftragt, der u. a. den Umbau des Palais Kottulinsky in Graz mit neubarocker Fassade durchgeführt hatte. 1904 folgte nach seinen Plänen das Pfarrhaus. Die Predigtstation Voitsberg wurde 1923 zur selbständigen Gemeinde erhoben, die Tochtergemeinde Deutschlandsberg erhielt 1957 mit ihrer Christuskirche einen eigenen Kirchenbau.

## Kirchenbau

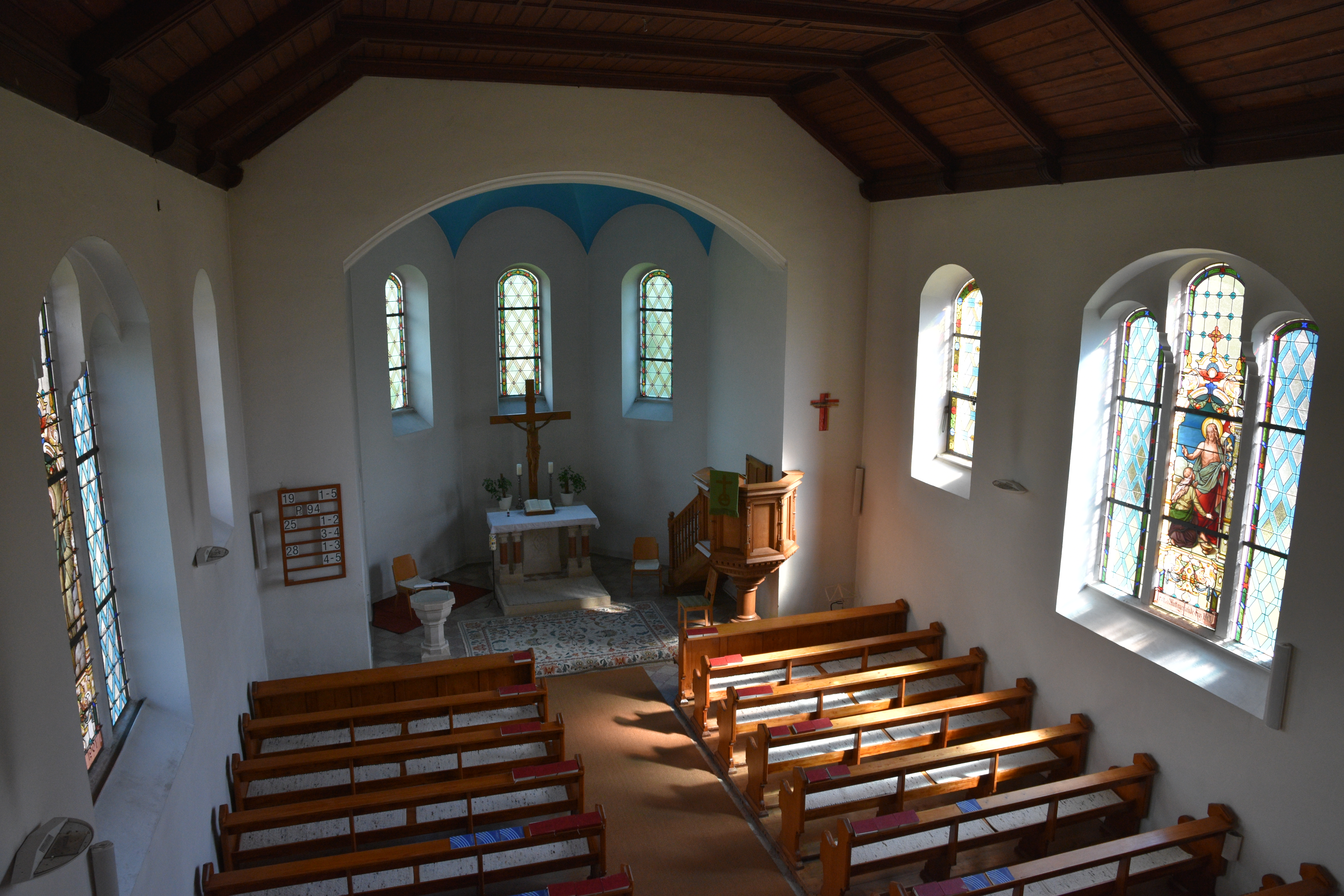
Innenansicht der Friedenskirche AB Stainz

Die Friedenskirche in Stainz, erbaut 1901 von Georg Hönel, ist mit ihrer polygonalen Apsis und dem seitlich stehenden und von Treppengiebeln und einem Dachreiter bekrönten Turm ganz im Sinne einer kleineren Landkirche des Mittelalters gestaltet, aber in freien historischen Formen gehalten. Während die segmentbogig geöffnete Apsis überwölbt ist, zeigt das Kirchenschiff eine offene Dachkonstruktion. Durch den Einbau einer jeweils dreiachsigen Fenstergruppe in der Querachse ergibt sich eine leichte Zentralraumtendenz.
Der ursprünglich ornamental ausgemalte, heute weiß übertünchte Kirchenraum hat im Übrigen seine originale Ausstattung erhalten. Die ansonsten ornamentale Verglasung zeigt in den beiden 1901 gestifteten Fenstergruppen des Schiffs jeweils das Thema „Noli me tangere“ (Joh. 20, 17) sowie Himmelfahrt Christi (Apg. 1,1–11).

### Orgel

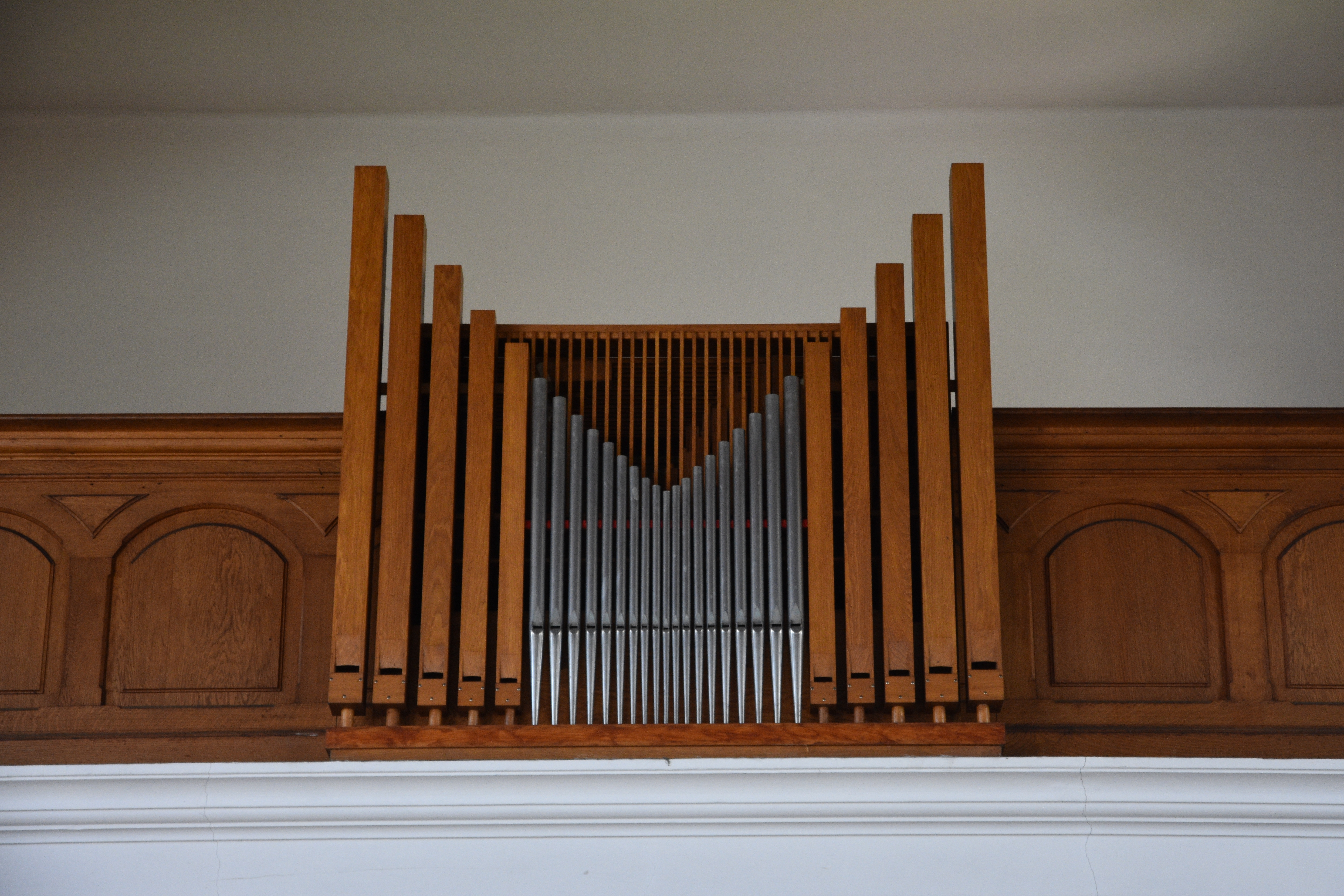
Orgel

Die Friedenskirche erhielt 1964 ihre jetzige Orgel mit Freipfeifenprospekt aus der Werkstatt von E.F. Walcker & Cie. Ludwigsburg. Das Instrument weist die folgende Disposition auf:
| I Manual C–f3 |           |    |
| 1.            | Gedeckt   | 8′ |
| 2.            | Rohrflöte | 4′ |
| 3.            | Principal | 2′ |
| 4.            | Cimbel II |    |

| Pedal C–f1 |
| angehängt  |

## Pfarrhaus

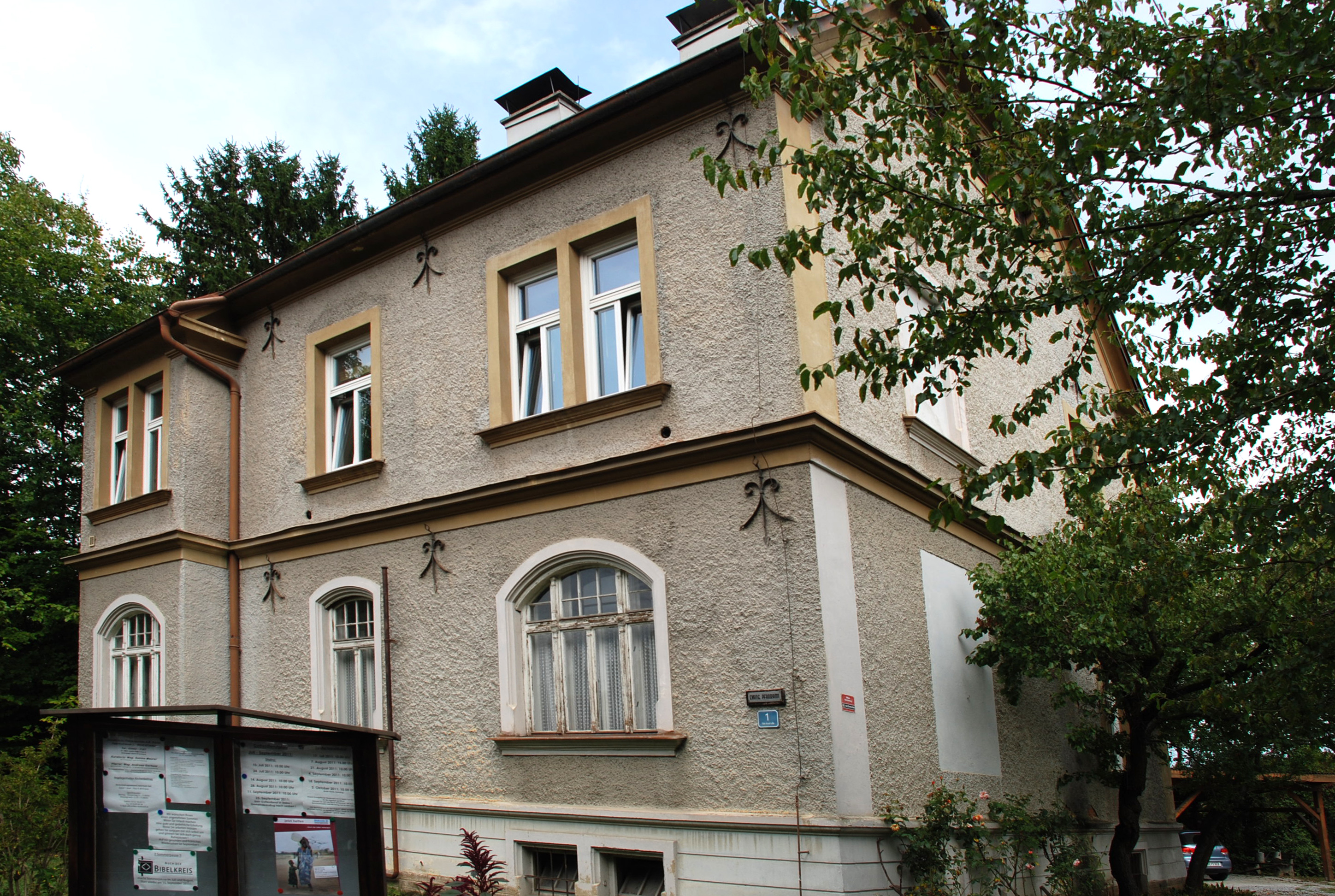
Pfarrhaus

Das benachbarte Pfarrhaus, ein an barocken Herrenhäusern orientierter zweigeschoßiger Bau mit Schopfwalmdach, wurde von Hönel in bewusster Anlehnung an den Kirchenbau gestaltet.